# Miracle Records
Miracle Records war ein US-amerikanisches Blues- und Rhythm-and-Blues-Plattenlabel, das von 1946 bis 1950 bestand.
Das in Chicago ansässige unabhängige Label Miracle Records wurde im August 1946 von Lee J. Egalnick (* 1921) gegründet. Es produzierte in der zweiten Hälfte der 1940er Jahre Schallplatten für den afroamerikanischen Markt; dort erschienen vor allem Rhythm-and-Blues-Aufnahmen der in der Stadt arbeiteten Künstler, wie Rudy Richardson, Dick Davis, Memphis Slim, Floyd Hunt, Gladys Palmer, Brother Sellers, Browley Guy und Sonny Thompson. 
Ähnlich wie bei dem ebenfalls zu dieser Zeit gegründeten Label Aristocrat Records lag der Schwerpunkt weniger auf dem ländlichen Mississippi Delta Blues, sondern den Genres Balladen, Blues-, Jive- und rhythmisch betonter Nummern im Spektrum von Jazz, R&B und Pop.
Firmensitz von Miracle Records war 107 East 47th Street, das sich in der Haupteinkaufsstraße der South Side im afroamerikanischen Viertel befand; 1947 zog die Firma nach 500 East 63rd Street um, das sich im entstehenden Nachtclub-Bezork lag. In dieser Zeit stieß Lew Simpkins als A&R zu dem Label. Die meisten Aufnahmen entstanden im United Broadcasting Studio, das dem späteren Gründer von Master Records, dem deutschstämmigen Egmont Sonderling (* 1906) gehörte. Nach dem Ende des Unternehmens erschienen die Aufnahmen von Miracle auf Sonderlings Label Master und Old Swing-Master.

## Weblink
- Diskographie bei 78discography